# Soyans
Soyans [swajɑ̃] est une commune française située dans le département de la Drôme en région Auvergne-Rhône-Alpes.

## Géographie

### Localisation
Soyans est située à 14 km au sud de Crest (chef-lieu du canton) et à 28 km à l'est de Montélimar.

### Relief et géologie
Sites particuliers sur Géoportail (carte IGN) :
- Col de Farnier
- Col de Lunel
- Combe Barrau
- le Grand Quinson
- le Petit Quinson
- Montagne d'Eson
- Roche Colombe
- Serre des Bruyères
- Serre la Pigne
- Serre Lotie
- Serre Raspan

### Hydrographie
La commune est arrosée par les cours d'eau suivants :
- la rivière le Roubion
- Ravin de Beillac
- Ravin de Dégaurie
- Ravin de Montchaud
- Rif de Pisselièvre
- Ruisseau de Font la Jeanne
- Ruisseau de Lambres
- Ruisseau de la Romane
- Ruisseau de Notre-Dame
- Ruisseau de Rancastier
- Ruisseau des Combes
- Ruisseau des Rivaux
- Ruisseau du Devés
- Ruisseau du Tarod

Note : en 1891, la source du ruisseau l'Ancelle est dite située sur la commune ; il traverse ensuite la commune de Puy-Saint-Martin (voir cette commune).

Le site Géoportail ne signale pas cette particularité. Le ruisseau l'Ancelle est, en amont, entièrement sur la commune de Puy-Saint-Martin.

### Climat
Pour des articles plus généraux, voir Climat d'Auvergne-Rhône-Alpes et Climat de la Drôme.
En 2010, le climat de la commune est de type climat méditerranéen altéré, selon une étude du Centre national de la recherche scientifique s'appuyant sur une série de données couvrant la période 1971-2000. En 2020, Météo-France publie une typologie des climats de la France métropolitaine dans laquelle la commune est exposée à un climat de montagne ou de marges de montagne et est dans la région climatique  Alpes du sud, caractérisée par une pluviométrie annuelle de 850 à 1 000 mm, minimale en été. 
Pour la période 1971-2000, la température annuelle moyenne est de 12,5 °C, avec une amplitude thermique annuelle de 17,3 °C. Le cumul annuel moyen de précipitations est de 962 mm, avec 7,2 jours de précipitations en janvier et 4,6 jours en juillet. Pour la période 1991-2020, la température moyenne annuelle observée sur la station météorologique de Météo-France la plus proche, « Puy-Saint-Martin », sur la commune de Puy-Saint-Martin à 4 km à vol d'oiseau, est de 13,9 °C et le cumul annuel moyen de précipitations est de 923,0 mm,. Pour l'avenir, les paramètres climatiques de la commune estimés pour 2050 selon différents scénarios d'émission de gaz à effet de serre sont consultables sur un site dédié publié par Météo-France en novembre 2022.

## Urbanisme

### Typologie
Au 1er janvier 2024, Soyans est catégorisée commune rurale à habitat très dispersé, selon la nouvelle grille communale de densité à 7 niveaux définie par l'Insee en 2022.
Elle est située hors unité urbaine. Par ailleurs la commune fait partie de l'aire d'attraction de Crest, dont elle est une commune de la couronne,. Cette aire, qui regroupe 17 communes, est catégorisée dans les aires de moins de 50 000 habitants,.

### Occupation des sols
L'occupation des sols de la commune, telle qu'elle ressort de la base de données européenne d’occupation biophysique des sols Corine Land Cover (CLC), est marquée par l'importance des forêts et milieux semi-naturels (55 % en 2018), une proportion identique à celle de 1990 (55 %). La répartition détaillée en 2018 est la suivante : 
forêts (53,5 %), terres arables (27 %), zones agricoles hétérogènes (17,9 %), milieux à végétation arbustive et/ou herbacée (1,5 %). L'évolution de l’occupation des sols de la commune et de ses infrastructures peut être observée sur les différentes représentations cartographiques du territoire : la carte de Cassini (XVIIIe siècle), la carte d'état-major (1820-1866) et les cartes ou photos aériennes de l'IGN pour la période actuelle (1950 à aujourd'hui).

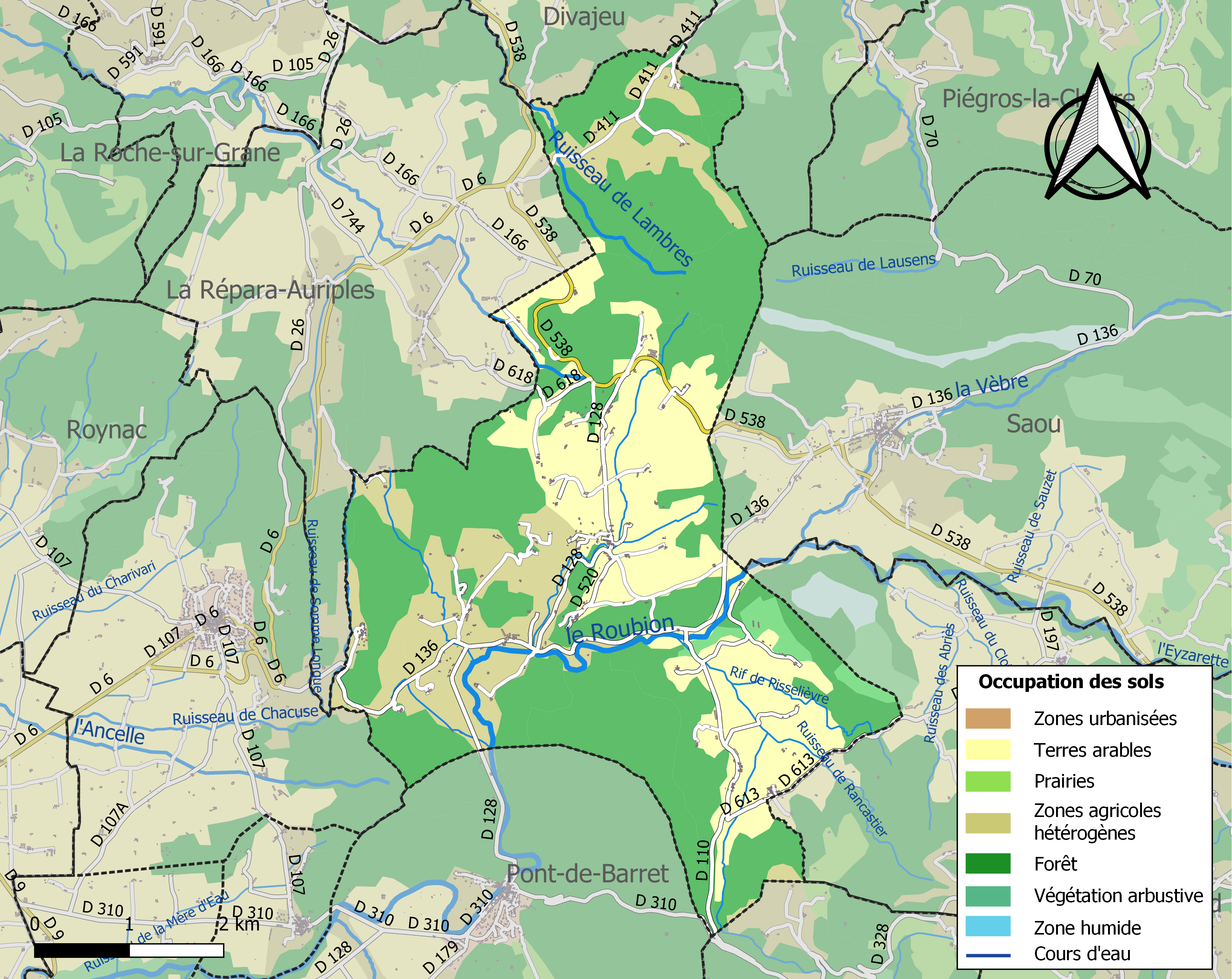
Carte des infrastructures et de l'occupation des sols de la commune en 2018 (CLC).

### Morphologie urbaine

#### Quartiers, hameaux et lieux-dits
Site Géoportail (carte IGN) :
- Amaude
- Aux Caves
- Barrau
- Berton
- Bertrand
- Besson
- Blain
- Bois de Champ Roussi
- Bois de Taraud
- Bois Vieux (nord)
- Bois Vieux (sud)
- Bompart
- Boulliane
- Bouloumoi
- Bourbon
- Brodet
- Buache
- Buisson
- Cabanas
- Charrière
- Chastan
- Colombier
- Deloule
- Dufond
- Eygar
- Fatigue
- Ferme Brun
- Fermes de Buache
- Flavy
- Gaytal
- Gontard
- la Blache
- la Freydière
- la Grande Grange
- la Lozette
- la Manade
- la Motte
- la Rochette
- le Châtelard
- le Fuma
- le Moulin
- le Prieuré
- les Bessonnes
- les Blancs
- les Craux
- les Durons
- les Échamps
- les Faures
- les Hoirs
- les Marais
- les Marais
- les Panaulières
- les Plaines
- les Quatre Noyers
- l'Estan
- les Tuillers
- Lozière
- Maillet
- Manaçon
- Manin
- Michel
- Notre-Dame
- Olivier
- Oryant
- Oulière
- Paillasson
- Pascalin
- Peyronnet
- Pont Saint-Michel
- Prades
- Rateaux
- Roussas
- Saudon
- Sylvestre
- Talon
- Vache
- Vignon
- Viret

## Toponymie

### Attestations
Dictionnaire topographique du département de la Drôme :
- 1095 : villa quae vocatur Soant in comitatu Deensi (B. Urbanus II, Epist., 427).
- 1200 : Soiantz (cartulaire de Die, 52).
- 1332 : Soiannum (Gall. christ., XVI, 130).
- XIVe siècle : mention de la paroisse : capella de Soyans (pouillé de Die).
- 1421 : Soyens (Duchesne, Comtes de Valentinois, 69).
- 1442 : castrum de Soyancio (choix de documents, 270).
- 1449 : mention de la paroisse : cura Soyancii (pouillé hist.).
- 1509 : mention de l'église Saint-Marcel : ecclesia Sancti Marcelli de Soyanis (visites épiscopales).
- 1620 : locus de Soyanis (registres paroissiaux de Saou).
- 1891 : Soyans, commune du canton de Crest-Sud.

## Histoire
Pour un article plus général, voir Histoire de la Drôme.

### Antiquité: les Gallo-romains
Découverte d'un petit autel votif (aujourd'hui au musée de Die).

### Du Moyen Âge à la Révolution
Au haut Moyen Âge, une chapelle, un prieuré, un fortin et quelques maisons sont bâtis sur l'éperon de Gaudissard.

Le fortin deviendra un château fort . La chapelle sera remplacée par l'église romane Saint-Marcel au XIIe siècle[réf. nécessaire].
La seigneurie :
- Au point de vue féodal, Soyans était une terre du patrimoine des comtes de Valentinois.
- Elle est donnée à Guillaume, bâtard de Poitiers.
- 1464 : elle est confisquée et donnée aux Eurre.
- Elle passe (par héritage) aux Poitiers-Saint-Vallier.
- 1540 : vendue aux Clermont.
- 1548 : vendue à Diane de Poitiers.
- 1592 : les héritiers de Diane cèdent la seigneurie aux (du) Mas.
- La terre passe aux Sauvain.
- Elle passe (par héritage) aux La Tour-Gouvernet, derniers seigneurs.
- 1717 : les La Tour-Gouvernet obtiennent l'érection de Soyans en marquisat.

1396 : Le château fort ne résiste pas à Raymond de Turenne[réf. nécessaire].
1740 : le péage est supprimé.
Avant 1790, Soyans était une communauté de l'élection de Montélimar et de la subdélégation et sénéchaussée de Crest.

Elle formait une paroisse du diocèse de Die dont l'église était dédiée à saint Marcel. La cure était de la collation de l'évêque diocésain, les dîmes appartenant au prieur du lieu (voir Le Prieuré).

#### Le Prieuré
Ancien prieuré de l'ordre de Saint-Benoît, sous le vocable de Saint-Michel, dépendant de celui de Saint-Maurice de Charraix. Son titulaire était collateur et décimateur dans la paroisse de Soyans :
- 1095 : ecclesia de Soant (B. Urbanus II, Epist., 427).
- 1449 : prioratus de Soyanciis (pouillé hist.).
- 1640 : Le Priouré (parcellaire).
- 1891 : Le Prieuré, ferme de la commune de Soyans.

### De la Révolution à nos jours
En 1790, la commune est comprise dans le canton du Puy-Saint-Martin. La réorganisation de l'an VIII (1799-1800) la place dans le canton de Crest-Sud.

## Politique et administration

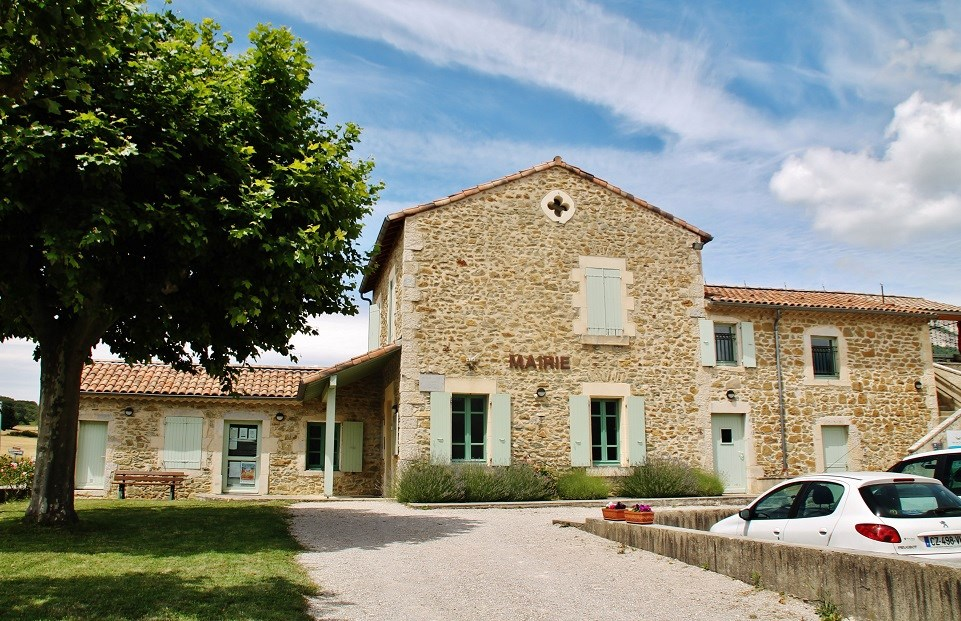
La mairie de Soyans.

### Liste des maires
| Période                                                                      | Période                        | Identité                                           | Étiquette        | Qualité                                                                                 |
| ---------------------------------------------------------------------------- | ------------------------------ | -------------------------------------------------- | ---------------- | --------------------------------------------------------------------------------------- |
| Les données manquantes sont à compléter. : de la Révolution au Second Empire |                                |                                                    |                  |                                                                                         |
| 1790                                                                         | 1871                           | ?                                                  |                  |                                                                                         |
| Les données manquantes sont à compléter. : depuis la fin du Second Empire    |                                |                                                    |                  |                                                                                         |
| 1871                                                                         | 1874                           | ?                                                  |                  |                                                                                         |
| 1874                                                                         | 1878                           | ?                                                  |                  |                                                                                         |
| 1878                                                                         | 1884                           | ?                                                  |                  |                                                                                         |
| 1884                                                                         | 1888                           | ?                                                  |                  |                                                                                         |
| 1888                                                                         | 1892                           | ?                                                  |                  |                                                                                         |
| 1892                                                                         | 1896                           | ?                                                  |                  |                                                                                         |
| 1896                                                                         | 1900                           | ?                                                  |                  |                                                                                         |
| 1900                                                                         | 1904                           | ?                                                  |                  |                                                                                         |
| 1904                                                                         | 1908                           | Auguste-Jules Cordeil                              | Républicain      | conseiller d'arrondissement (Canton de Crest-Sud) président du Conseil d'arrondissement |
| 1908                                                                         | 1912                           | ?                                                  |                  |                                                                                         |
| 1912                                                                         | 1919                           | ?                                                  |                  |                                                                                         |
| 1919                                                                         | 1925                           | ?                                                  |                  |                                                                                         |
| 1925                                                                         | 1929                           | ?                                                  |                  |                                                                                         |
| 1929                                                                         | 1935                           | ?                                                  |                  |                                                                                         |
| 1935                                                                         | 1945                           | ?                                                  |                  |                                                                                         |
| 1945                                                                         | 1947                           | ?                                                  |                  |                                                                                         |
| 1947                                                                         | 1953                           | ?                                                  |                  |                                                                                         |
| 1953                                                                         | 1959                           | ?                                                  |                  |                                                                                         |
| 1959                                                                         | 1965                           | ?                                                  |                  |                                                                                         |
| 1965                                                                         | 1971                           | ?                                                  |                  |                                                                                         |
| 1971                                                                         | 1977                           | ?                                                  |                  |                                                                                         |
| 1977                                                                         | 1983                           | ?                                                  |                  |                                                                                         |
| 1983                                                                         | 1989                           | ?                                                  |                  |                                                                                         |
| 1989                                                                         | 1995                           | ?                                                  |                  |                                                                                         |
| 1995                                                                         | 2001                           | ?                                                  |                  |                                                                                         |
| 2001                                                                         | 2008                           | André Manin                                        |                  |                                                                                         |
| 2008                                                                         | 2014                           | Michel Amaudry                                     |                  |                                                                                         |
| 2014                                                                         | 2020                           | Geneviève Moulins-Dauvilliers                      | (Sans étiquette) | retraitée                                                                               |
| 2020                                                                         | En cours (au 14 décembre 2020) | Geneviève Moulins-Dauvilliers[source insuffisante] |                  | maire sortante                                                                          |

## Population et société

### Démographie
L'évolution du nombre d'habitants est connue à travers les recensements de la population effectués dans la commune depuis 1793. Pour les communes de moins de 10 000 habitants, une enquête de recensement portant sur toute la population est réalisée tous les cinq ans, les populations de référence des années intermédiaires étant quant à elles estimées par interpolation ou extrapolation. Pour la commune, le premier recensement exhaustif entrant dans le cadre du nouveau dispositif a été réalisé en 2007.

En 2022, la commune comptait 402 habitants, en évolution de +5,51 % par rapport à 2016 (Drôme : +2,64 %, France hors Mayotte : +2,11 %).
| 1793 | 1800 | 1806 | 1821 | 1831 | 1836 | 1841 | 1846 | 1851 |
| ---- | ---- | ---- | ---- | ---- | ---- | ---- | ---- | ---- |
| 558  | 552  | 625  | 998  | 780  | 791  | 797  | 818  | 826  |

| 1856 | 1861 | 1866 | 1872 | 1876 | 1881 | 1886 | 1891 | 1896 |
| ---- | ---- | ---- | ---- | ---- | ---- | ---- | ---- | ---- |
| 800  | 777  | 736  | 728  | 692  | 644  | 613  | 604  | 641  |

| 1901 | 1906 | 1911 | 1921 | 1926 | 1931 | 1936 | 1946 | 1954 |
| ---- | ---- | ---- | ---- | ---- | ---- | ---- | ---- | ---- |
| 600  | 564  | 535  | 485  | 433  | 417  | 416  | 359  | 306  |

| 1962 | 1968 | 1975 | 1982 | 1990 | 1999 | 2006 | 2007 | 2012 |
| ---- | ---- | ---- | ---- | ---- | ---- | ---- | ---- | ---- |
| 291  | 254  | 225  | 244  | 253  | 299  | 328  | 332  | 344  |

| 2017 | 2022 | - | - | - | - | - | - | - |
| ---- | ---- | - | - | - | - | - | - | - |
| 388  | 402  | - | - | - | - | - | - | - |

La croissance démographique actuelle résulte notamment d'un solde migratoire positif : migrants pendulaires, souvent des néo-ruraux ou retraités installés à demeure ou ayant simplement acquis une résidence secondaire[réf. nécessaire].

### Enseignement
La commune relève de l'académie de Grenoble.

### Manifestations culturelles et festivités
- Fête : le dernier dimanche d'avril[15].

### Médias
Le territoire de la commune se situe dans l'aire de diffusion de plusieurs médias :
- Presse écrite
  - Le Dauphiné libéré, quotidien régional qui consacre, chaque jour, y compris le dimanche, dans son édition de « Romans et Drôme des collines » un ou plusieurs articles à l'actualité du canton et de la commune, ainsi que des informations sur les éventuelles manifestations locales, les travaux routiers, et autres événements divers à caractère local.
  - L'Agriculture Drômoise, journal d'informations agricoles et rurales, couvre l'ensemble du département de la Drôme.
  - Drôme Hebdo (ancien Peuple Libre), hebdomadaire chrétien d'informations.
- Presse audio-visuelle
  - France Bleu est une radio publique diffusée sur son territoire.

### Cultes
L'église paroissiale et la communauté catholique de la commune relèvent de la Paroisse Sainte Famille du Crestois dont la maison paroissiale est située à Crest. Cette paroisse est rattachée au diocèse de Valence.

## Économie

### Agriculture
En 1992 : céréales, fourrage, ovins, caprins.

### Tourisme

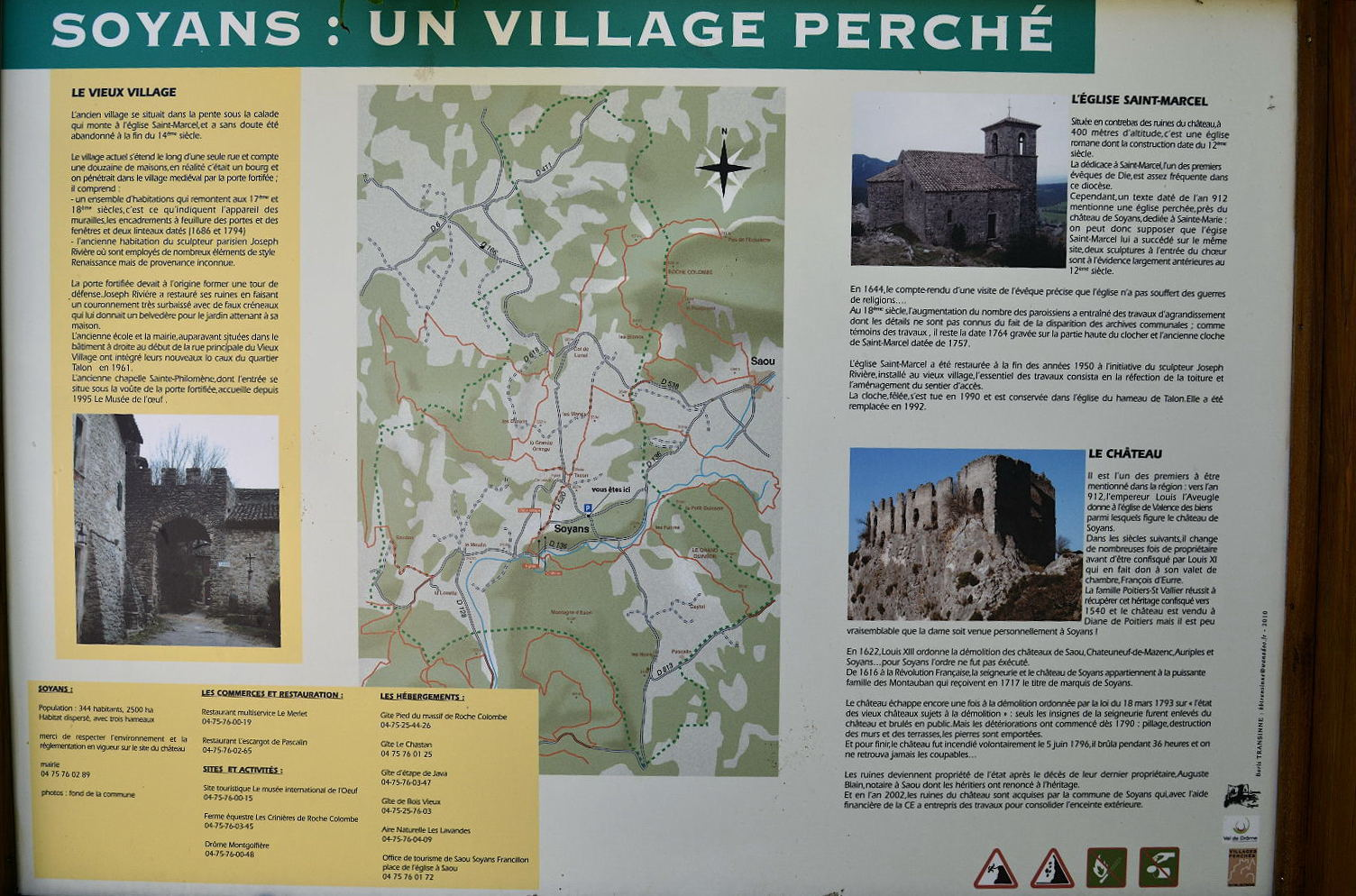
Information sur le village de Soyans.

### Commerce
- Un antiquaire[15].

## Culture locale et patrimoine

### Lieux et monuments

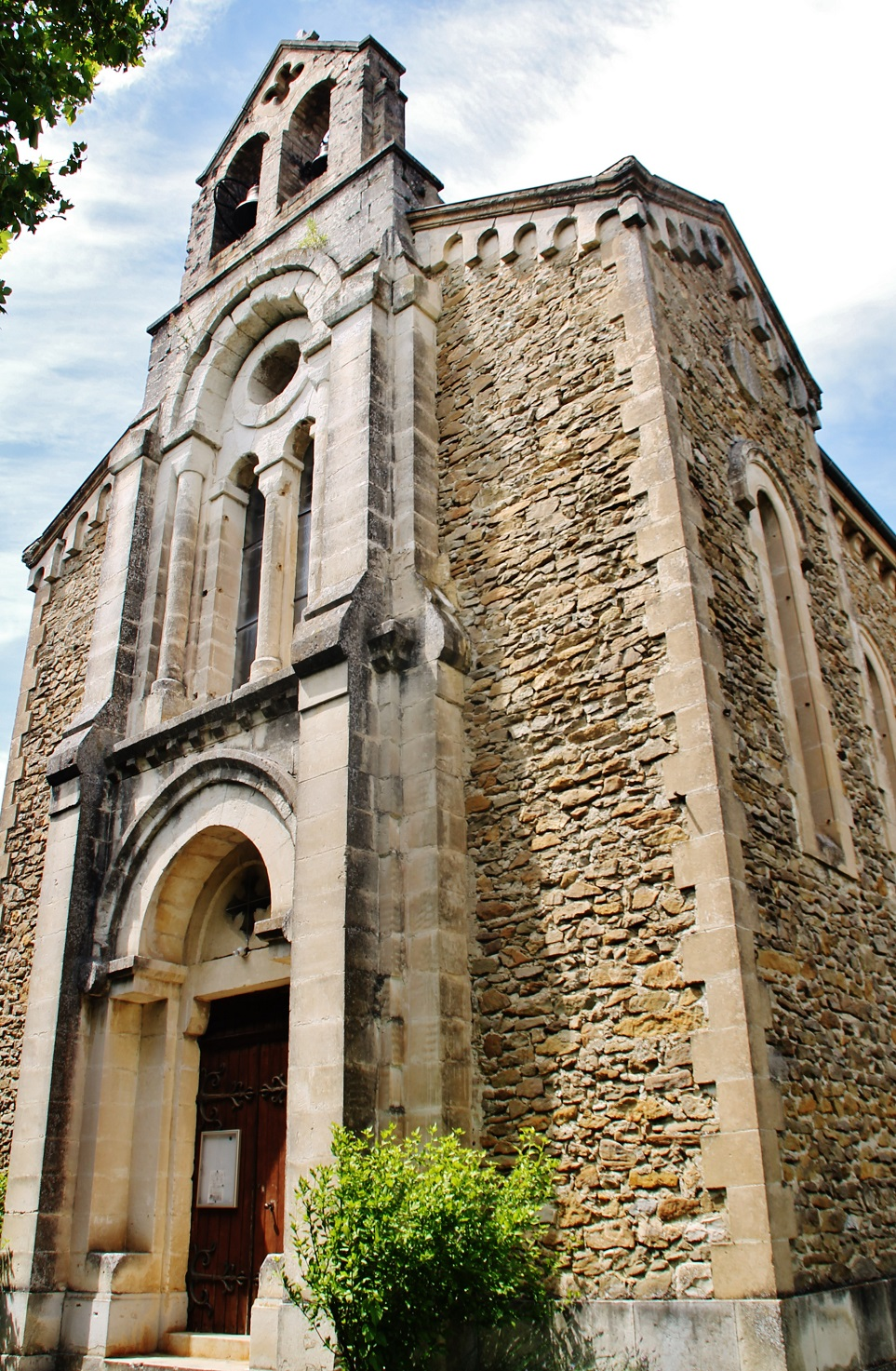
La nouvelle église paroissiale, au bourg de Talon.

- Ruines du château médiéval (XIIe siècle)[15], reconstruit au XVIe siècle et brûlé en 1793. Il est situé au bord de la falaise dominant le Roubion[réf. nécessaire].
- Église romane (IMH)[15] Saint-Marcel[réf. nécessaire].
- Ruines du prieuré[15].
- Deux chapelles rurales (aujourd'hui transformées en habitations)[15].
- Maisons anciennes restaurées[15].
- Maison forte[15].
- Église du bourg de Talon[réf. nécessaire].

### Personnalités liées à la commune
- Georges Bayard (1918-2004) : auteur (notamment de la série des « Michel » dans la Bibliothèque verte). Il possédait une résidence secondaire à Soyans depuis 1959 et y avait pris sa retraite en 1988.

### Héraldique, logotype et devise
|  | Soyans possède des armoiries dont l'origine et le blasonnement exact ne sont pas disponibles. |